# Thomas Skoglund
Thomas Skoglund (* 3. März 1983 in Lillestrøm, Norwegen) ist ein ehemaliger norwegischer Handballspieler. Er wurde meist auf Linksaußen eingesetzt.
Thomas Skoglund debütierte für Romerike/Fet in der ersten norwegischen Liga. 2006 zog er weiter zu Haslum HK. Drei Jahre später wechselte er zum dänischen Erstligisten GOG Svendborg TGI. Nach dem Konkurs von GOG während der Saison 2009/10 wechselte Skoglund im Februar 2010 zu Team Tvis Holstebro. Im Sommer 2012 schloss er sich dem norwegischen Verein Lillestrøm Topphåndball an.
Thomas Skoglund bestritt 100 Länderspiele für die norwegische Männer-Handballnationalmannschaft. Er nahm an der Europameisterschaft 2008 im eigenen Land, der Europameisterschaft 2010, der Weltmeisterschaft 2009 und der Weltmeisterschaft 2011 teil.